# Stanley Tucci
Stanley Oliver Tucci (* 11. listopadu 1960, Peekskill, New York, USA) je americký herec, režisér, scenárista a producent, podnikatel v gastronomii, držitel dvou cen ceny Emmy a Zlatého glóbu za roli ve snímku Konference ve Wannsee a za roli ve filmu Winchell.
Herectví vystudoval na Newyorské státní univerzitě. Po ukončení školy začínal jako klasický divadelní herec na Broadwayi. V prostředí amerického filmu a showbussinesu se pohybuje od poloviny 80. let 20. století, v roce 1985 začínal u filmu jako herec ve snímku Čest rodiny Prizziů. Zpočátku hrál pouze nevýznamné vedlejší a epizodní role.
V roce 1996 se posléze prosadil i jako režisér a scenárista ve snímku Žranice. Od té doby jeho kariéra i popularita postupně vzrůstala, hrál např. i ve snímku Captain America: První Avenger (2011).
Dnes se jedná o renomovaného a uznávaného režiséra i herce. Kromě toho také spoluvlastní v New Yorku restauraci.

## Režijní filmografie
- 1996 Žranice
- 1998 Podvodníci
- 2000 Joe Gould's Secret
- 2007 Blind Date